# Boks na Igrzyskach Wspólnoty Narodów 2022
Boks na Igrzyskach Wspólnoty Narodów 2022 odbył się w dniach 29 lipca – 7 sierpnia 2022 roku w National Exhibition Centre w Solihull położonym w pobliżu gospodarza zawodów, Birmingham. Dwustu trzydziestu jeden zawodników obojga płci rywalizowało w szesnastu konkurencjach.

## Podsumowanie

### Klasyfikacja medalowa
| Klasyfikacja medalowa | Klasyfikacja medalowa | Klasyfikacja medalowa | Klasyfikacja medalowa | Klasyfikacja medalowa | Klasyfikacja medalowa |
| Miejsce               | państwo               | Złoto                 | Srebro                | Brąz                  | Razem                 |
| --------------------- | --------------------- | --------------------- | --------------------- | --------------------- | --------------------- |
| 1                     | Irlandia Północna     | 5                     | 1                     | 1                     | 7                     |
| 2                     | Indie                 | 3                     | 1                     | 3                     | 7                     |
| 3                     | Szkocja               | 3                     | 0                     | 2                     | 5                     |
| 4                     | Anglia                | 2                     | 3                     | 3                     | 8                     |
| 5                     | Walia                 | 2                     | 1                     | 3                     | 6                     |
| 6                     | Kanada                | 1                     | 0                     | 3                     | 4                     |
| 7                     | Australia             | 0                     | 2                     | 3                     | 5                     |
| 8                     | Ghana                 | 0                     | 2                     | 1                     | 3                     |
| =                     | Mozambik              | 0                     | 2                     | 1                     | 3                     |
| 10                    | Nigeria               | 0                     | 1                     | 3                     | 4                     |
| 11                    | Zambia                | 0                     | 1                     | 1                     | 2                     |
| 12                    | Mauritius             | 0                     | 1                     | 0                     | 1                     |
| =                     | Samoa                 | 0                     | 1                     | 0                     | 1                     |
| 14                    | Południowa Afryka     | 0                     | 0                     | 2                     | 2                     |
| =                     | Tanzania              | 0                     | 0                     | 2                     | 2                     |
| 16                    | Botswana              | 0                     | 0                     | 1                     | 1                     |
| =                     | Nowa Zelandia         | 0                     | 0                     | 1                     | 1                     |
| =                     | Niue                  | 0                     | 0                     | 1                     | 1                     |
| =                     | Uganda                | 0                     | 0                     | 1                     | 1                     |
| Razem                 | Razem                 | 16                    | 16                    | 32                    | 64                    |

### Medaliści
| Konkurencja | 1. miejsce        | 2. miejsce             | 3. miejsce                                 |           |
| Mężczyźni   | Mężczyźni         | Mężczyźni              | Mężczyźni                                  | Mężczyźni |
| ----------- | ----------------- | ---------------------- | ------------------------------------------ | --------- |
| 48-51kg     | Amit Panghal      | Kiaran MacDonald       | Patrick Chinyemba Jake Dodd                |           |
| 51-54kg     | Dylan Eagleson    | Abraham Mensah         | Matthew McHale Owain Harris-Allan          |           |
| 54-57kg     | Jude Gallagher    | Joseph Commey          | Mohammad Hussamuddin Keoma-Ali Al-Ahmadieh |           |
| 60-63,5kg   | Reese Lynch       | Richarno Colin         | Wyatt Sanford Abdul Omar                   |           |
| 63,5-67kg   | Ioan Croft        | Stephen Zimba          | Tyler Jolly Rohit Tokas                    |           |
| 67-71kg     | Aidan Walsh       | Tiago Muxanga          | Garan Croft Kassim Mbundwike               |           |
| 71-75kg     | Sam Hickey        | Callum Peters          | Lewis Richardson Simnikiwe Bongco          |           |
| 75-80kg     | Sean Lazzerini    | Taylor Bevan           | Yusuf Changalawe Aaron Bowen               |           |
| 86-92kg     | Lewis Williams    | Ato Plodzicki-Faoagali | Edgardo Coumi Duken Tutakitoa-Williams     |           |
| +92kg       | Delicious Orie    | Sagar Ahlawat          | Ifeanyi Onyekwere Leuila Mau'u             |           |
| Kobiety     |                   |                        |                                            |           |
| 45-48kg     | Nitu Ghanghas     | Demie-Jade Resztan     | Priyanka Dhillon Lethabo Modukanele        |           |
| 48-50kg     | Nikhat Zareen     | Carly McNaul           | Teddy Nakimuli Savannah Stubley            |           |
| 54-57kg     | Michaela Walsh    | Elizabeth Oshoba       | Phiwokuhle Mnguni Tina Rahimi              |           |
| 57-60kg     | Amy Broadhurst    | Gemma Richardson       | Jaismine Lamboria Cynthia Ogunsemilore     |           |
| 66-70kg     | Rosie Eccles      | Kaye Scott             | Alcinda Panguana Eireann Nugent            |           |
| 70-75kg     | Tammara Thibeault | Rady Gramane           | Jacinta Umunnakwe Caitlin Parker           |           |